# Hilversum Challenger 2002
L'Hilversum Challenger 2002 è stato un torneo di tennis facente parte della categoria ATP Challenger Series nell'ambito dell'ATP Challenger Series 2002. Il torneo si è giocato a Hilversum in Paesi Bassi dal 22 luglio 2002 su campi in terra rossa.

## Vincitori

### Singolare
Tomáš Zíb ha battuto in finale  Florent Serra con il punteggio di 7–6(3), 6–1

### Doppio
Stefano Pescosolido /  Aisam-ul-Haq Qureshi hanno battuto in finale  John Hui /  Anthony Ross con il punteggio di 7–6(4), 6–0